# Preegzisztencia
A preegzisztencia a latin prae (=előbb) és az existentia (=létezés) szavakból összetett kifejezés valaminek az előzetes létezését állítja. 
A teológia Krisztus és a lelkek preegzisztenciájának kérdését vizsgálja.
Krisztus preegzisztenciája azt jelenti, hogy ő személyesen azonos Isten Fiával, aki öröktől fogva létezik, és belépett a világba, hogy az emberi történelemben kinyilvánítsa magát.
Platón olyan preegzisztens ideákról beszél, amelyek modellként szolgáltak a démiurgosz számára a világ megteremtésekor. Ezt a gondolatot felhasználva állította Órigenész, hogy Isten olyan szellemeket teremtett, akik a szabad akarattal együttműködve vagy visszaélve angyalok illetve démonok lettek, vagy átalakultak emberi lelkekké. Órigenész eme tételét az 553-i II. konstantinápolyi zsinat elítélte.
A lélek preegzisztenciájából származnak a lélekvándorlással kapcsolatos hitrendszerek. A lélek preegzisztenciájáról vallott meggyőződését Platón a lélek szellemi és halhatatlan minőségével alapozta meg; a visszaemlékezés jelenségében e minőség bizonyítékát látta. Alexandriai Kelemen és Órigenész a középső platonizmus nyomán feltételezte a lélek preegzisztenciáját. Az Órigenésznek tulajdonított tanítások egyike szerint a lélek tisztán a szellemi szabadság kedvéért teremtetett, a bűn következményeként viszont tisztulási és nevelődési folyamatra ítéltetett a testi létezésben. Mivel ez a nézet tagadja az ember egységét, megveti az anyagi teremtés javait,
a bűn jelenségének tekinti az emberi testet, és – ha reinkarnációt valló nézetekkel párosul – félreismeri az emberi élet egyszeriségét és jelentőségét, ezért 553-ban az egyház tanítóhivatala elítélte.